# Antonius av Padua
Sankt Antonius av Padua (portugisiska: António/Antônio de Pádua, italienska: Antonio di/da Padova, latin: Antōnius Patavīnus), även känd som Antonius av Lissabon (portugisiska: António/Antônio de Lisboa, italienska: Antonio da/di Lisbona, latin: Antōnius Olisīpōnēnsis), född som Fernando Martins de Bulhões 15 augusti 1195 i Lissabon, död 13 juni 1231 i Arcella i närheten av Padua, var en portugisisk-italiensk augustiner- och sedan franciskanermunk, präst och teolog. Han vördas som helgon inom Romersk-katolska kyrkan, med minnesdag den 13 juni. År 1946 utnämndes Antonius av Padua till kyrkolärare.
Antonius hör till de mest kända och älskade helgonen i hela den romersk-katolska världen. Antonius hade namnsdag den 13 juni före 1901, men utgick långt innan dess, för att ge plats åt Aqvilina.

## Biografi
Antonius föddes 1195 i Lissabon av adliga föräldrar; enligt legenden var hans far Martin Bouillon som var ättling till hertig Gottfrid av Bouillon, och hans mor skall ha varit Theresa Tavejra som uppges vara ättling till Fruela I av Asturien. Med säkerhet kan dock endast sägas att föräldrarna var adliga.
Som femtonåring och efter studier i katedralskolan i hemstaden Lissabon, upptogs Antonius bland korherrarna i augustinorden, men han inträdde 1220, efter tio år av trägna studier, i Franciskus av Assisis nybildade franciskanorden. Bytet av orden skedde efter att han hade sett kropparna efter de franciskaner som hade dödats i Marocko den 12 januari 1220. I samband med detta bytte han sitt dopnamn Ferdinand mot Antonius, efter den helige Antonius, egyptiern.
Driven av längtan att bli martyr företog Antonius en missionsresa till saracenerna i Afrika, men tvingades av sjukdom att återvända. Stormen förde då skeppet han färdades med till Sicilien. Han verkade senare med stor framgång som teologisk lärare i Bologna samt på flera platser i Italien och södra Frankrike och bidrog därigenom att – mot den helige Franciskus avsikter – införa vetenskapliga studier inom franciskanorden och att ställa den i närmare beroende av påvestolen. Han predikade för katarerna och albigenserna och hans framgångar i detta har sagts vara kantade av mirakel. Det är också av den orsaken han kallas Malleus hereticorum (kättarnas hammare). Han återvände till Italien efter sin vistelse i Frankrike, sedan Franciskus avlidit 1226.
År 1227 utnämndes Antonius till provinsial över Romagna. Han färdades enligt sitt livs kallelse som botpredikant från ort till ort, sysselsatt med predikan och själavård. Hans predikningar drog stora skaror människor; hans sista predikningar handlar om hat och illvilja. Med dessa sina predikningar skall han enligt legenden ha försonat många människor: fångar skall ha släppts, skuldsatta ha fått fribrev och ovänskap ha bilagts. En lag, författad den 15 mars 1231, antogs till följd av Antonius predikan, vilken reglerar situationen för skuldsatta som inte kan betala sina skulder; originalet förvaras i Paduas museum. Enligt de katolska legenderna skall han ha utfört mirakel, bland annat genom att ha återfört en amputerad fot på ett ben.
Vid 35 års ålder dog Antonius i Padua pingsten 1231 av antoniuseld och redan den 30 maj 1232 helgonförklarades han av påve Gregorius IX, som känt honom och hört honom predika. I Padua kallas han av folket helt enkelt för "Il Santo" – ”helgonet” med stort H.

## Kyrkobyggnader
- Sant'Antonio dell'Omo
- Sant'Antonio da Padova in Montorio
- Sant'Antonio da Padova a Via Merulana
- Sant'Antonio da Padova in Via Tuscolana
- Sant'Antonio dei Portoghesi
- Santa Maria del Carmine e Sant'Antonio

### Webbkällor
- ”St. Anthony of Padua”. Catholic Encyclopedia. New Advent. https://www.newadvent.org/cathen/01556a.htm. Läst 13 juni 2020.
- ”Sant'Antonio di Padova, sacerdote e dottore della Chiesa”. Santi e Beati. http://www.santiebeati.it/dettaglio/23400. Läst 13 juni 2020.